# اضطراب الألم الانتيابي الشديد
اضطراب الألم الانتيابي الشديد ويعرف أيضًا بمتلازمة ألم المستقيم العائلي، وهو مرض نادر يعد ألم الفك والعينين والمستقيم مع احمرار الجلد من أهم أعراضه. كثيرا ما تظهر أعراضه في بداية العمر وقد يبدأ أثناء الحياة الجنينة حتى، وتستمر الأعراض مدى الحياة. وقد يذكرنا اضطراب الألم الانتيابي الشديد باضطراب احمرار الأطراف المؤلم الأولي، فكلاهما يتسبب في نوبات من الألم واحمرار الجلد، عدا أن الألم في حالة اضطراب احمرار الأطراف المؤلم الأولي يتركز في الأطراف. وقد وجد حديثا أن الاضطرابين متشابهين، فكلاهما يحدث نتيجة تحورات جينية في الجين المشفر بـ(SCN9A) الخاص بقنوات الصوديوم المبوبة بالجهد(NaV1.7). على الجانب الآخر فإن مرض عدم الإحساس الخلقي بالألم ينتج عن تحورات مختلفة في نفس الجين.

## الأعراض
أكثر عرض مميز هو نوبات من الألم الحارق في المستقيم والعين والفك، ويجدر التأكيد على أن الألم يبدأ ويتركز في تلك المناطق على أنه قد ينتشر إلى مناطق أخرى. لا يجب الاستهانة بالألم الذي يعانيه مرضى اضطراب الألم الانتيابي الشديد، فقد قامت إحدى السيدات المصابات بالمرض والتي تعرضت لآلام الوضع بوصف آلام مرض اضطراب الألم الانتيابي الشديد بأنه أشد من آلام الولادة.
يبكي الأطفال أثناء نوبات الألم بفداحة وتبدو عليهم مظاهر الخوف والارتعاب، وقد تحدث النوبة جراء التعرض للحقن، التبرز، التبول، تناول الطعام و الأدوية التي تؤخذ عن طريق الفم . يظهر احمرار الجلد في منطة بدء النوبة وقد تنتشر الأعراض إلى مناطق أخرى من الجسم.
تشمل الأعراض أيضا زيادة اللعاب عند حدوث النوبة في منطقة الفك، و ضعف الساقين بعد حدوث أي اصابة بهما . وقد تحدث نوبات من التشنجات التوترية وهي أكثر شيوعا في الأطفال عنها في البالغين، ويسبق النوبة صراخاً لا يمكن تهدئته يليه انقطاع في التنفس وشحوب وتصلب الجسم لمدة ثواني أو دقائق .
و تمتد النوبة في الإجمالي من بضع ثواني إلى ساعاتين . ويبقى المريض طبيعيا في ما بين النوبات . ولوحظ ان الكثير من المرضى قد يعانون من الامساك فيما بين النوبات و ربما يرجع تفسير لك إلى الخوف من حدوث نوبة ألم بعد التبرز، ويتضاءل حدوث هذا العرض بتقدم السن غالبا.

## التشخيص
تظهر الفحوص الكيميائية الحيوية والأيضية للدم والبول وفحوص رسم القلب والتنميط النووي، ونتائج التصوير المقطعي وتصوير الرنين المغناطيسي طبيعية فيما بين النوبات، أما أثناء النوبة فتظهر تخطيطات رسم القلب تسرّع القلب الجيبي.
ويعتمد التشخيص على فحص التاريخ المرضي للمريض بدقة . ويعتقد بأن التشخيص قبل الولادة قد يصبح ممكنا في المستقبل.

## معدلات الحدوث
هو مرض شديد الندرة وقد سجلت في التاريخ الطبي 80 حالة ينتمون إلى 15 أسرة
ويعتقد بأن عدد الحالات المصابة بهذا المرض أكثر من ذلك بكثير ولكن لم يتم تسجيلها لندرة المرض وصعوبة التشخيص.

## التاريخ
وصف الطبيبان هايدن و جروس مان اضطراب الألم الانتيابي الشديد لأول مرة عام 1959 وفي ذلك الوقت لم يضعوا له اسماً محدداً، في وقت لاحق قام الطبيب دوجان بتسمية هذا المرض بـمتلازمة ألم المستقيم العائلي عام 1972 وقد استخدم هذا الاسم لمدة 33 عاما حتى تم تشكيل مجموعة من المرضى والأطباء على أمل الكتشاف السبب الوراثي لهذا الاضطراب وفيه عبر عدد من المرضى عن عدم رضاهم عن التسمية وبعد عدد من المناقشات تم اعتماد تسمية «اضطراب الألم الانتيابي الشديد» عام 2005 .

## العلاج
لابد من علاج حالات الإمساك المصاحبة للمرض عند الأطفال والتي تنتج عن خشية تكرار نوبات الألم بعد التبرز . ويتم معالجة نوبات الألم في حد ذاتها بالأدوية المستخدمة في علاج ألم الأعصاب المزمن (مضادات الصرع) كالكرابامازيبين، و حاصرات قنوات الصوديوم.

## الوراثة
يعتبر اضطراب الألم الانتيابي الشديد صفة وراثية سائدة في عدد من العائلات.